# Eccidio di Rovereto sulla Secchia
L'eccidio di Rovereto sulla Secchia è stata una strage fascista perpetrata il 7 agosto 1944 dagli uomini della XXVI Brigata Nera "Mirko Pistoni" e nella quale furono uccisi 9 antifascisti. Viene talvolta indicata dalla storiografia come strage degli intellettuali poiché alcune delle vittime erano dottori, professori o attivisti del movimento antifascista locale.

## Antefatti
Il 3 agosto 1944 a Sant'Antonio in Mercadello fu ucciso dai partigiani il cantoniere Arturo Bartoli, iscritto al Partito Fascista Repubblicano. Il federale modenese Giovanni Tarabini Castellani fece allora convocare i dirigenti fascisti della zona di Novi di Modena per stilare un elenco di antifascisti da arrestare per un'eventuale rappresaglia.
Il 5 agosto Goffredo Degidi, comandante della Brigata Nera di Mirandola, fece requisire una corriera sulla quale fece poi salire i suoi uomini e i militi della Guardia Nazionale Repubblicana di Novi di Modena, guidati dal tenente Renato Sacchetti. A bordo dell'automezzo i fascisti iniziarono a perlustrare le strade della bassa modenese, rastrellando parte dei comuni di Novi e San Possidonio. Furono così fermati diversi uomini sospettati di essere antifascisti. Il gruppo degli arrestati comprendeva sia uomini ben in vista, come il direttore dell'Archivio di Stato di Modena Alfredo Braghiroli e il medico di Novi Francesco Maxia, sia umili lavoratori, come Luigi e Silvio Manfredini (rispettivamente padre e figlio) e il sarto Canzio Zoldi (quest'ultimo anche storico attivista antifascista della zona). Nel corso del rastrellamento i fascisti non si limitarono ad arrestare, ma razziarono e saccheggiarono alcune delle case dei fermati.
Nel frattempo Degidi arrestò Aldo Garusi ed il professor Roberto Serracchioli, quest'ultimo incontrato casualmente per la strada. Segnalato a Tarabini il fermo di Serracchioli, attivo nel movimento partigiano, il federale modenese ordinò che questi fosse impiccato.
Un gruppo di prigionieri venne così condotto a Modena a bordo della corriera. Dopo una serie di soste, l'automezzo giunse al carcere di Sant'Eufemia. Qui una parte dei fermati venne condotta in cella, mentre gli altri uomini rimasti sulla corriera, tra cui Garusi, vennero portati in una caserma di Mirandola, dove nel frattempo era stato tradotto anche il professor Barbato Zanoni, antifascista e amico di Serracchioli.
Il giorno seguente alla Brigata Nera di Mirandola giunse l'ordine di Tarabini Castellani e del suo vice Vincenzo Falanga di procedere con la rappresaglia. In serata il vice di Degidi, Leonildo Franchetto, si recò a Modena per chiedere l'esclusione dall'elenco dei condannati a morte di un parente di una conoscente.

## L'eccidio
Nella notte tra il 6 ed il 7 agosto venne messo in atto l'eccidio. Poco dopo la mezzanotte, gli uomini della Brigata Nera, guidati da Degidi e scortati da un camioncino, prelevarono dalla caserma di Mirandola Braghiroli, Luigi e Silvio Manfredini, Jonas Golinelli, Garusi, Zoldi, Maxia e Zanoni. In una seconda sosta venne infine prelevato Serracchioli. I fermati, che ancora non erano stati interrogati e nemmeno conoscevano il motivo del fermo, vennero poi portati verso Concordia sulla Secchia.
All'altezza della chiesa di Rovereto sulla Secchia l'automezzo fu fatto fermare. Compreso quanto stava per accadere, il dottor Braghiroli chiese allora inutilmente un sacerdote per la confessione, mentre Maxia gridò "Viva la Russia!". A questo punto un milite sparò una raffica che quasi investì Degidi e che uccise il medico. Poco dopo gli altri prigionieri vennero fatti scendere dall'automezzo, allineati lungo il muro di cinta della chiesa e fucilati da un plotone d'esecuzione comandato dal tenente Armando Tarabini.
Una volta compiuto l'eccidio i fascisti rientrarono a Mirandola passando per Novi di Modena, dove Degidi incaricò il tenente Sacchetti di seppellire i cadaveri. Giunto a Rovereto, l'ufficiale della GNR constatò che i morti erano solo otto e non nove come riportato. Garusi infatti era sopravvissuto e, aiutato da alcuni passanti, era stato ricoverato presso l'ospedale di Mirandola, dove però morì il 22 agosto.

## Vittime
- Alfredo Braghiroli, di Modena, classe 1884;
- Aldo Garusi "Renzo", di Quistello, classe 1906;
- Jones Golinelli, di Concordia sulla Secchia, classe 1900;
- Luigi Manfredini, di Novi di Modena, classe 1890;
- Silvio Manfredini, di Novi di Modena, classe 1924;
- Dottor Francesco Maxia, di Iglesias, classe 1912;
- Roberto Serracchioli, di Parigi, classe 1920;
- Barbato Zanoni, di Concordia sulla Secchia, classe 1896;
- Canzio Zoldi, di Novi di Modena, classe 1885.

## Monumenti
Nell'ottobre 1946 venne inaugurato un monumento in ricordo delle vittime dell'eccidio e dei Caduti di Rovereto sulla Secchia durante la guerra di Liberazione. Presso l'Archivio di Stato di Modena una lapide ricorda Alfredo Braghiroli.

## Risvolti processuali
Nel dopoguerra Giovanni Tarabini Castellani, Vincenzo Falanga, Goffredo Degidi, Armando Tarabini, Leonildo Franchetto furono rinviati a giudizio presso la Corte d’assise straordinaria per vari capi d’imputazione, tra cui quello della strage di Rovereto sulla Secchia. Il processo fu celebrato nell'autunno 1947, sebbene i due principali imputati fossero latitanti. Il processo si concluse il 5 ottobre con la condanna a morte di Vincenzo Falanga, mentre Tarabini Castellani fu condannato a 30 anni di reclusione, Degidi a 24 anni di reclusione e Armando Tarabini a 14 anni di reclusione.
I quattro condannati presentarono ricorso in Cassazione. Quello di Falanga venne respinto; ciò nonostante la condanna a morte fu commutata in ergastolo; nel 1954 il Tribunale di Modena ridusse poi la pena a 10 anni di reclusione. Anche quello di Tarabini Castellani fu respinto; anche in questo caso la pena fu ridotta a 20 anni di reclusione e, come per Falanga, il Tribunale di Modena nel 1954 condonò l’intera pena. Infine, la Corte d’Appello di Bologna nel 1959 dichiarò estinti tutti i delitti a seguito di amnistia e i due chiusero le pendenze con la giustizia senza aver fatto un giorno di galera.
Nel 1975 Tarabini Castellani otterrà la riabilitazione dalla Corte d’Appello di Bologna.  Il ricorso presentato da Armando Tarabini venne invece accolto. Rinviato a giudizio presso la Corte d’Assise di Bologna, nel 1949 gli fu ridotta la pena a 6 anni. Grazie ad un nuovo ricorso alla Cassazione, Tarabini fu rinviato a giudizio presso la Corte d’assise di Ancona, che nel 1952 lo assolse per non aver commesso il fatto, pur avendo ammesso di aver comandato il plotone d'esecuzione.